# Крейцер (монета)

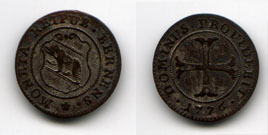
Крейцер кантону Берн 1776 р.

Кре́йцер, заст. ґре́йцар (нім. Kreuzer) — розмінна срібна монета, карбування якої почалося в Австрії 1458—1460 років. Пізніше — білонна, мідна монета, грошова одиниця. Була в обігу на території деяких країн, зокрема в Австрійській Імперії, Швейцарії, Італії, Німеччині. Назва походить від німецького слова Kreuz, що означає хрест, оскільки на крейцерах був зображений віденський хрест (див. зображення).

## Австрія, Німеччина

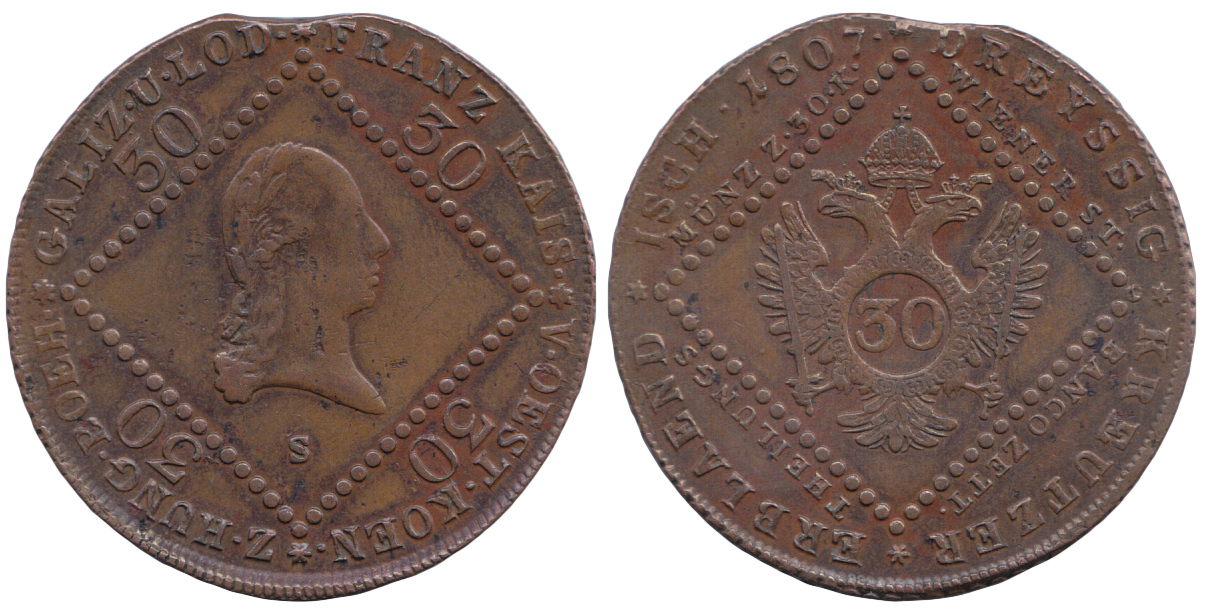
30 крейцерів, Австрійська імперія, імператор Франц II, 1807 р. Мідь, вага 18,13 р.

Спочатку дорівнював 4 віденським пфеннігам, 60 К. = 1 флорин. У XVI ст. 4 крейцери також були еквівалентні 1 бацену. Початкова маса — 1,44 г (1,08 г чистого срібла). З 16 ст. білонна монета, з 17 ст. мідна. Протягом 16 ст. її карбували в північній, частково — південній Німеччині (1 гульден = 60 К.).

## В Україні
Зокрема, ця монета була в обігу на грошовому ринку західноукраїнських земель у другій половині 18—19 ст. Запроваджена в Галичині після 1772, а на Буковині після 1774 року. У 18 ст. — досить поширена монета на землях Королівства Галичини та Володимирії.
До 1857 року 1 крейцер становив 1/60 гульдена (флорина). У 1857—1892 в обігу були монети номінальною вартістю 5/10, 1, 4, 5, 10, 20 крейцерів (сороківець). Під час грошової реформи 1892 року крейцер було вилучено з обігу і заміщено на нову розмінну одиницю — геллер, що дорівнював 1/2 крейцера.